# Под колесом
«Под колесом» (нем. «Unterm Rad») — одна из ранних повестей Германа Гессе, вышла в 1906 году. Типична для его творчества, так как в ней Гессе критикует узкоакадемическую направленность образования, а некоторые события книги основаны на его жизни.

## Сюжет
Главный герой повести, одарённый мальчик Ханс Гебенрат отправлен в элитную семинарию в Маульбронне. В школе Ханс становится умнее и образованнее, но совсем не развивается как личность. Он начинает дружить с Германом Хайльнером, мальчиком, который меньше интересуется учёбой. Через некоторое время Хайльнера исключают из семинарии, а Гебенрата отправляют домой, потому что его заподозрили в умственном помешательстве.
В родной деревне Ханс не смог ни с кем подружиться, так как всё детство посвятил учёбе. Он становится учеником кузнеца, и ему нравится это практичное ремесло, в отличие от отвлечённых наук. В конце повести Ханс тонет при непонятных обстоятельствах. Хотя в книге не сказано об этом, многие литераторы считают, что это было самоубийство.